# Франсуа Дювальє
Франсуа Дювальє (гаїт. креол. Franswa Divalye, фр. François Duvalier; також відомий як «Тато Док» (Papa Doc);14 квітня 1907 — 21 квітня 1971) — гаїтянський політик, який обіймав посаду президента Гаїті з 1957 року до своєї смерті в 1971 році. Представник платформи популістів і чорних націоналістів . Після зриву військового перевороту в 1958 році його режим швидко став більш автократичним і деспотичним . Таємний урядовий ескадрон смерті, Тонтон Макут (гаїт. креол. Tonton Makout), без розбору катували або вбивали противників Дювальє; Тонтон-макуте вважалося настільки поширеним, що гаїтяни почали дуже боятися висловлювати будь-яку форму незгоди, навіть приватно. Дювальє намагався зміцнити своє правління, включивши елементи гаїтянської міфології в культ особистості .
Відомий жорстоким придушенням руками моторошних підрозділів «тонтон-макутів» будь-якої потенційної опозиції та безжальним знищенням населення власної країни.

## Життєпис
Дювальє народився в Порт-о-Пренсі в 1907 році в родині Дюваля Дювальє з французької карибської колонії Мартиніка, мирового судді, і пекаря Ulyssia Abraham. Виховувала його тітка, мадам Флорестал. :51У 1934 році він отримав диплом медицини в Університеті Гаїті і працював штатним лікарем у кількох місцевих лікарнях. Він провів рік в Мічиганському університеті, вивчаючи громадську охорону здоров'я :53а в 1943 році взяв активну участь у фінансованій Сполученими Штатами кампанії з боротьби з поширенням заразних тропічних захворювань, допомагаючи бідним боротися з тифом, фрамбезією, малярією та іншими тропічними хворобами, які роками спустошували Гаїті. Пацієнти ніжно називали його «Папа Док», це прізвисько він використовував усе своє життя.
Під час окупації Сполученими Штатами Гаїті, в 1915 році, на хлопця справило враження насильство та расизм. Після цього почав надихатися чорношкірим націоналізм. Він також усвідомлював приховану політичну силу бідної чорношкірої більшості та їхнє невдоволення малочисельною мулатською (чорно-білою змішаною расою) елітою. Дювальє підтримував панафриканські ідеали і став учасником негритянського руху гаїтянського письменника Jean Price-Mars, обидва з яких призвели до його захисту Гаїтянського Воду, етнологічне дослідження якого пізніше принесло йому величезні політичні дивіденди. У 1938 році Дювальє став співзасновником журналу Les Griots . 27 грудня 1939 року він одружився з Сімон Дювальє, з якою у нього було четверо дітей: Марі-Деніз, Ніколь, Сімона та Жан-Клод .

## Політика
У 1946 році Дювальє приєднався до президента Дюмарсе Естіме і був призначений генеральним директором Національної служби охорони здоров'я. У 1949 році він обіймав посаду міністра охорони здоров'я та праці, але коли Дювальє виступив проти державного перевороту Поля Маглуара в 1950 році, він залишив уряд і відновив медичну практику. Його практика включала участь у кампаніях з профілактики фрамбезії та інших захворювань. У 1954 році Дювальє покинув медицину, сховавшись у сільській місцевості Гаїті від режиму Маглуара. У 1956 році уряд Маглуара терпів крах, і хоча Дювальє все ще переховувався, він оголосив про свою кандидатуру замість нього на посаді президента. У грудні 1956 року була оголошена амністія, і Дювальє вийшов із криївки, а 12 грудня 1956 року Маглуар визнав поразку. :58
Під час президентської кампанії 1957 року пообіцяв відновити та оновити країну, тому сільські райони Гаїті твердо підтримували його, як і військові. Він вдався до нуаристичного популізм, розпалюючи роздратування більшості через те, що ними керує нечисленна мулатська еліта, як він описав свого опонента в президенти, Дежуа.
Франсуа Дювальє був обраний президентом 22 вересня 1957 року Дювальє отримав 679 884 голоси проти 266 992 Дежуа. Однак навіть на цих виборах є численні розповіді з перших рук про шахрайство та шантажування.

### Консолідація влади
Після обрання президентом у 1957 році Дювальє вигнав більшість основних прихильників Дежуа- опонента на президентських виборах. Того року він прийняв нову конституцію.
Після смерті Франсуа Дювальє владу в країні перебрав його син Жан-Клод.
Дювальє підвищував і призначав представників чорної більшості на державній службі та в армії. У липні 1958 року троє офіцерів гаїтянської армії у вигнанні та п'ять американських найманців висадилися на Гаїті та спробували скинути Дювальє; всі були вбиті. Хоча армія та її лідери скасували спробу державного перевороту, цей інцидент посилив недовіру Дювальє до армії, важливої гаїтянської інституції, над якою він не мав твердого контролю. Він замінив начальника штабу на більш надійного офіцера, а потім приступив до створення власної бази влади в армії, перетворивши Президентську гвардію на елітний корпус, спрямований на збереження його влади. Після цього Дювальє звільнив весь генеральний штаб і замінив його офіцерами, які завдячували йому своїм становищем і своєю лояльністю.
У 1959 році Дювальє створив сільську міліцію, щоб розширити та посилити підтримку режиму в сільській місцевості. Макути, які до 1961 року були вдвічі більші за армію, так і не перетворилися на справжню військову силу, а були не просто таємною поліцією.
У перші роки свого правління Дювальє зумів скористатися стратегічною слабкістю своїх могутніх супротивників, переважно з мулатської еліти. Ці слабкості включали їхню нездатність координувати свої дії проти режиму, чия влада ставала дедалі міцнішою. В ім'я націоналізму Дювальє вигнав майже всіх єпископів Гаїті, які народилися за кордоном, і цей акт приніс йому відлучення від католицької церкви. У 1966 році він переконав Святий Престол дозволити йому призначити католицьку ієрархію для Гаїті. Тепер Дювальє мав більшу владу на Гаїті, ніж будь-коли.

### Справа Барбо
24 травня 1959 року Дювальє переніс серйозний серцевий напад, можливо, через передозування інсуліну ; він був діабетиком з раннього дорослого віку, а також страждав від хвороби серця та пов'язаних з нею проблем кровообігу. Його лікар вважав, що під час цих подій він зазнав неврологічних ушкоджень, що завдало шкоди його психічному здоров'ю і, можливо, пояснило його подальші дії.
Одужуючи, Дювальє залишив владу в руках Клемана Барбо. Повернувшись до роботи, Дювальє звинуватив Барбо в спробі змінити його посаду президента і ув'язнив його. У квітні 1963 року Барбо був звільнений і почав планувати усунення Дювальє з посади шляхом викрадення його дітей. Змова провалилася, і тоді Дювальє наказав провести загальнонаціональний пошук Барбо та його товаришів-змовників. Під час обшуку Дювальє повідомили, що Барбот перетворився на чорного пса, що спонукало Дювальє наказати вбити всіх чорних собак на Гаїті. Tonton Macoute захопив і вбив Барбота в липні 1963 року. В інших випадках Дювальє наказав запакувати в лід голову страченого повстанця та принести йому, щоб він міг спілкуватися з духом померлого. У стінах камер для допитів були висічені вічка, через які Дювальє спостерігав, як гаїтянських ув'язнених катували і занурювали у ванни з сірчаною кислотою ; іноді він був у кімнаті під час тортур.

### Конституційні зміни
У 1961 році Дювальє почав порушувати положення конституції 1957 року. По-перше, він замінив двопалатний законодавчий орган на однопалатний. Потім він призначив нові президентські вибори, на яких він був єдиним кандидатом, хоча його термін мав закінчитися в 1963 році, а конституція забороняла переобрання. Вибори були грубо сфальсифіковані; офіційний підрахунок показав, що в цілому 1 320 748 голосів «за» ще один термін для Дювальє, і жоден не виступив проти. Почувши результати, він проголосив: "Я приймаю волю народу… Як революціонер, я не маю права нехтувати волею people".:85 The New York Times прокоментувала: «Латинська Америка була свідком багатьох фальсифікованих виборів протягом своєї історії, але жоден не був більш обурливим, ніж той, який щойно відбувся на Гаїті». :8514 червня 1964 року на конституційному референдумі Дювальє був визнаний « Президент для життя», титул якого раніше носили сім президентів Гаїті. Цей референдум також був відверто сфальсифікований; неправдоподібні 99,9 % проголосували за, що мало бути несподіванкою, оскільки всі бюлетені були попередньо позначені «так». :96–97 Новий документ надав Дювальє, як його називали, — абсолютні повноваження, а також право призначити свого наступника.

### Міжнародні відносини
Його стосунки зі Сполученими Штатами виявилися складними. У свої молоді роки Дювальє дорікав Сполученим Штатам за їх дружні стосунки з домініканським диктатором Рафаелем Трухільо (вбитим у 1961 році), ігноруючи Гаїті. Адміністрація Кеннеді (1961—1963) була особливо стурбована репресивним і тоталітарним правлінням Дювальє та звинуваченнями в тому, що він незаконно привласнив кошти допомоги, які на той час становили значну частину бюджету Гаїті, а також місію Корпусу морської піхоти США для навчання Tonton Macoute . Таким чином, США припинили більшу частину своєї економічної допомоги в середині 1962 року, очікуючи суворіших процедур обліку, яких Дювальє відмовився виконувати. Дювальє публічно відмовився від будь-якої допомоги з боку Вашингтона з націоналістичних мотивів, представивши себе "принциповим і самотнім противником домінування great power".:234 great power".:234
Дювальє незаконно привласнив мільйони доларів міжнародної допомоги, включаючи 15 мільйонів доларів США щорічно зі Сполучених Штатів. :50–51Ці гроші він перерахував на особисті рахунки. Іншим способом отримання іноземних грошей Дювальє було отримання іноземних позик, у тому числі 4 мільйонів доларів США від Cuban dictator Fulgencio Batista.:47–48.
Після вбивства Джона Ф. Кеннеді в листопаді 1963 року, яке Дювальє пізніше стверджував, що стало результатом прокляття, яке він наклав на Кеннеді, США послабили свій тиск на Дювальє, неохоче прийнявши його як оплот проти комунізму . Дювальє спробував використати напруженість між США та Кубою, підкреслюючи свої антикомуністичні здібності та стратегічне розташування Гаїті як засіб заручитися підтримкою США.
Після Фульхенсіо Батіста (друга Дювальє) :92був повалений під час Кубинської революції, Дювальє хвилювався, що новий кубинський лідер Фідель Кастро забезпечить безпечний притулок для гаїтянських дисидентів.
Дювальє розлютив Кастро, проголосувавши проти країни в Організації американських держав (ОАД), а потім і в ООН, де на Кубу було накладено торгове ембарго. Куба відповіла розривом дипломатичних відносин, а Дювальє згодом розпочав кампанію з позбавлення Гаїті від комуністів. Цей крок розірвав відносини Гаїті з Кубою на 38 років, поки дві країни не відновили відносини в 1997 році.
Відносини Дювальє з сусідньою Домініканської Республікою завжди були напруженими: у молоді роки Дювальє наголошував на відмінностях між двома країнами. У квітні 1963 року відносини були доведені до межі війни через політичну ворожнечу між Дювальє та президентом Домініканської Республіки Хуаном Бошем. Босх, лівий, надавав притулок і підтримку гаїтянським вигнанцям, які планували змову проти режиму Дювальє. Дювальє наказав своїй президентській гвардії зайняти посольство Домініканської Республіки в Петіон-Віль з метою арешту офіцера гаїтянської армії, який, як вважають, був причетний до змови Барбо з метою викрадення дітей Дювальє. Президент Домініканської Республіки відреагував обурено, публічно погрожував вторгнутися на Гаїті та наказав армійським частинам вийти на кордон. Однак, оскільки домініканські військові командири висловили незначну підтримку вторгненню на Гаїті, Босх утримався від вторгнення та звернувся до посередництва через ОАД. У 1966 році Дювальє приймав імператора Ефіопії Хайле Селассіє I, який би був єдиним візитом глави іноземної держави на Гаїті під керівництвом Дювальє. Під час візиту вони обговорили двосторонні угоди між двома країнами та економічні недоліки, спричинені міжнародним тиском. Дювальє нагородив Хайле Селассіє намистом ордена Жан-Жака Дессаліна Великого, а імператор, у свою чергу, вручив Дювальє велике намисто ордена цариці Савської.

### Репресії
Уряд Дювальє був одним із найрепресивніших у Західній півкулі. Протягом свого 14-річного правління він убив і вигнав багатьох політичних опонентів; оцінки загиблих досягають 60 000. Напади на Дювальє з боку військових розглядалися як особливо серйозні. Коли в 1967 році біля президентського палацу вибухнули бомби, Дювальє наказав стратити дев'ятнадцять офіцерів президентської гвардії у форті Діманш . :357Кілька днів по тому Дювальє виступив з публічною промовою, під час якої зачитав явковий листок з іменами всіх 19 убитих офіцерів. Після кожного імені він казав «відсутній». Прочитавши весь список, Дювальє зауважив, що «всі були розстріляні». :10–11Гаїтянські комуністи та навіть підозрювані комуністи несли основний тягар урядових репресій. :148Дювальє націлився на них, щоб запевнити США, що він не комуніст: Дювальє на початку свого життя познайомився з комуністичними та лівими ідеями та відкинув їх. :147–14828 квітня 1969 року Дювальє розпочав кампанію звільнення Гаїті від усіх комуністів. Новий закон проголосив, що «комуністична діяльність, незалежно від її форми, оголошується злочином проти безпеки держави». Засуджені за комуністичну діяльність підлягали розстрілу та конфіскації майна.

### Соціально-економічна політика
Дювальє застосував залякування, репресії та патронаж, щоб замінити стару мулатську еліту новою елітою, створеною ним самим. Корупція — у формі державного розграбування промисловості, хабарництва, здирництва вітчизняного бізнесу та вкрадених державних коштів — збагатила найближчих прихильників диктатора. Більшість із них мали достатню владу, щоб залякати членів старої еліти, яких поступово кооптували або ліквідували.
Багато освічених професіоналів втекли з Гаїті до Нью-Йорка, Маямі, Монреаля, Парижа та кількох франкомовних африканських країн, що посилило і без того серйозну нестачу лікарів і вчителів. Деякі з висококваліфікованих професіоналів приєдналися до рядів кількох агентств UN, щоб працювати над розробкою в нових незалежних країнах, таких як Конго .
Уряд конфіскував селянські наділи і виділив їх ополченцям, які не мали офіційного жалування і заробляли на життя злочинами та здирництвом extortion.:464Позбавлені втекли в нетрі столиці, де вони знаходили лише мізерні доходи, щоб прогодуватися. Недоїдання і голод стали ендемічними.
Незважаючи на це, Дювальє користувався значною підтримкою серед переважно чорношкірого сільського населення Гаїті, яке вбачало в ньому борця за свої претензії проти історично домінуючої еліти мулатів. За 14 років при владі він створив значний чорний середній клас, головним чином завдяки державному патронажу. :330Дювальє також ініціював розвиток міжнародний аеропорт Туссена Лувертюра .

### Культ особистості таВоду
Дювальє плекав свій культ особистості та стверджував, що він є фізичним втіленням острівної нації. Він також відродив традиції Воду, пізніше використавши їх, щоб зміцнити свою владу, заявивши, що сам є священиком Воду . Прагнучи зробити себе ще більш імпозантним, Дювальє навмисно створив свій образ за зразком барона Самеді, одного з lwa, або духів, гаїтянського Воду. Він часто надягав сонцезахисні окуляри, щоб приховати очі, і розмовляв із сильним носовим тоном, що асоціюється з lwa . Пропаганда режиму стверджувала, що «тато Док був єдиним цілим з lwa, Ісусом Христом і самим Богом ».  Найвідоміше зображення того часу показує стоячого Ісуса Христа з рукою на плечі Папи Дока, що сидить, і підписане «Я вибрав його».  Дювальє оголосив себе «нематеріальною істотою», а також «прапором Гаїті» незабаром після свого першого обрання.  У 1964 році він опублікував катехізис, у якому молитва Господня була сильно переформульована, щоб хвалити Дювальє замість Бога.  
Дювальє також тримав у своїй шафі голову колишнього противника Блюхера Філогена, який намагався повалити його в 1963 році  :132Він вірив, що інший політичний ворог, Клеман Барбо, міг за бажанням перетворитися на чорного пса, і змусив міліцію почати вбивати чорних собак на місці в столиці.

## Смерть
Франсуа Дювальє помер від хвороби серця та діабету 21 квітня 1971 року, через сім днів після свого 64-річчя. Його наступником на посаді президента став його 19-річний син Jean-Claude Duvalier на прізвисько «Бебі Док».
8 лютого 1986 року, коли режим Дювальє впав, натовп напав на мавзолей Дювальє, кидаючи в нього валуни, відколюючи від нього шматки та розбиваючи склеп. Однак труни Дювальє всередині не було. Згідно з The New York Times, у столиці ширилися чутки про те, що його син вивіз його останки, коли втік до Сполучених Штатів на транспортному літаку ВПС напередодні.

## У культурі
- Гаїті часів правління Дювальє змальовано в романі Ґрема Ґріна Комедіанти[51].

- Алан Вікер зняв Дювальє в епізоді 1969 року «Світ Вікера», який містив інтерв'ю з президентом.[52] Документальний фільм, знятий Yorkshire Television, глибоко розкриває характер Дювальє та стан Гаїті в 1969 році[53]

- Першою авторитетною книгою на цю тему був «Папа Док: Гаїті та його диктатор« Ела Берта та Бернара Дідеріха, опублікований у 1969 році[54], хоча після смерті Дювальє в 1971 році з'явилося кілька інших книг гаїтянських науковців та істориків. Одна з найбільш інформативних, «Форт-Діманш: Підземелля смерті» Патріка Лемуана, присвячена жертвам форту Діманш, в'язниці, яку Дювальє використовував для тортур і вбивств своїх політичних опонентів.[55]

- У 2007 році Джон Маркіз написав книгу Papa Doc: Portrait of a Haitian Tyrant[56], яка частково спиралася на записи судового процесу у справі про шпигунство 1968 року на Гаїті для детального опису численних замахів на життя Дювальє. Відповідач у справі Девід Нокс був багамським директором з питань інформації. Нокс програв і був засуджений до страти, але пізніше був амністований.[57]

- У фільмі «8 Миля» псевдонім головного антагоніста Кларенса, якого грав Ентоні Макі, Папа Док.